# Ката (обувь)
Ката (баш. ҡата) — традиционная башкирская кожаная обувь. Ката без голенищ носили и другие представители народов Поволжья, Кавказа, Средней Азии.
Ката имела твердую подошву, каблук и широкий носок. Изготовляли ката из двух кусков кожи животных. Сшивались куски кожи конопляной дратвой или конским волосом. Обувь (Ката) была мужской и женской.
Разновидностями ката были высокие, до щиколоток (калуш ҡата, күн ҡата), ката высотой около 12 см, холщовые ката (киндер ҡуныс), суконные с голенищами ката (бышым ҡуныс). Высокие ката украшались металлическими бляшками.
Обычно ката носили с чулками — суконными (тула ойоҡ), войлочными (кейеҙ ойоҡ), вязаными (йөн ойок) чулками или с онучами.
В некоторых районах Республики Башкортостан носили женские ката, имеющие белые суконные голенища. Голенища завязывали вокруг ноги шнурками.
Часто ката украшали цветными шерстяными кистями, заклёпками, подковками. Голенища ката декорировались суконной аппликацией с башкирским орнаментом в виде повторяющихся фигур, завитков, рогов, треугольников. Основным цветом аппликации был красный, символизирующий тепло, огонь, кровь.
Ката бытовала как праздничная, так и повседневная. Одевали её и на свадебные церемонии.